# Mithu Sanyal
Mithu Melanie Sanyal (Düsseldorf-Oberbilk, 1971) es una científica cultural, periodista y escritora alemana. Sus principales temas son la cultura pop, el poscolonialismo y el feminismo .

## Biografía
Mithu Sanyal nació en 1971 en Düsseldorf de madre polaca y padre indio. Estudió literatura alemana e inglesa en la Universidad Heinrich Heine de Düsseldorf e hizo su doctorado sobre la historia cultural de los genitales femeninos. Su libro Vulva surgió de su tesis doctoral, publicado en alemán en 2009 se considera un trabajo pionero en el tema y ha sido discutido en muchos medios.
Mithu Sanyal escribe para la radio alemana (WDR) desde 1996. También escribe para otros canales como la NDR, BR, Frankfurter Rundschau, Literatures, taz, Junge Welt, SPEX, la Agencia Federal para la Educación Cívica, etc. y fue editora honoraria de la revista feminista Wir Frauen. Desde la publicación de su segundo libro, Violación, Sanyal a menudo ha sido invitada a contribuciones, lecturas, conferencias, debates públicos y en televisión.

## Publicaciones
- Vulva – die Enthüllung des unsichtbaren Geschlechts, Verlag Klaus Wagenbach, Berlín 2009, ISBN 978-3-8031-3629-9 ; en español Vulva. La revelación del sexo invisible (Anagrama, 2012)[11]
- con Jasna Strick, Nicole von Horst y Yasmina Banaszczuk: Ich bin kein Sexist, aber ...“. Sexismus erlebt, erklärt und wie wir ihn beenden “ (traducido: No soy sexista, pero. . . ". Experimentar, explicar y cómo acabar con el sexismo). Orlanda Verlag, Berlín 2013, ISBN 978-3-944666-00-6 .
- Vergewaltigung. Aspekte eines Verbrechens Edición Nautilus, Hamburgo 2016, ISBN 978-3-96054-023-6.[12] En español: Violación: aspectos de un crimen, de Lucrecia al #MeToo (Reservoir Narrativa)
- En casa. En: Fatma Aydemir, Hengameh Yaghoobifarah (eds): Eure Heimat ist unser Albtraum (traducido: Tu hogar es nuestra pesadilla). Ullstein five, Berlín 2019, ISBN 978-3-96101-036-3.
- Identitti En: btb Taschenbuch (eds) . Traducido: Identitti .consonni ediciones, 2023, ISBN 978-3-96101-036-3.

## Premios
Por sus reportajes radiofónicos sobre la historia cultural de la lectura, recibió tres veces el premio Dietrich Oppenberg Media de la Reading Foundation. Para su análisis, Violación: aspectos de un crimen, de Lucrecia al #MeToo Sanyal recibió el premio especial en 2017 como parte del programa Humanities International.

## Controversia
El 17 de febrero de 2017, el artículo “Du Opfer (en español: Tú, víctima)” de Mithu Sanyal y la periodista Marie Albrecht causó sensación en el diario (taz). El trasfondo fue una lectura el primero de febrero de ese mismo año en el café taz de Berlín, en el que un grupo de personas que sufrieron de violación, le pidieron que no se les encasillara como "víctimas". Esta discusión tiene resonancia con los debates en la década de los 90 en la escena feminista, los cuales derivaron en la acuñación del término "survivor" (sobrevivientes, en alemán überlebende).
La propuesta de las mujeres que participaron en la conversación del café taz sugirieron cambiar el prefijo über de la palabra sobreviviente, es decir, la partícula que da la idea de que se escapó o superó una posibilidad de muerte, por el sufijo er que cuando se combina con un verbo expresa la idea de algo que se completa con éxito o mediante lo cual se logra algo. Es decir, se propuso cambiar el término de "sobreviviente (überlebende) de violencia sexual" a erlebende "experimentadora (en el sentido de "haber vivido algo") de violencia sexual". Sanyal y Albrecht introdujeron este término el 17 de febrero de 2017 sin intenciones de reemplazar la palabra "víctima", con la que se vinculan derechos legales; sino de ofrecer otra posibilidad de autodesignación.
El blog feminista “The Troublemakers” luego escribió una carta abierta en la que acusaban a Sanyal de banalizar la violencia sexual. No enviaron esta carta a Sanyal, sino a todas las redacciones para las que trabaja. Como resultado, la revista mensual feminista Emma publicó un titular el 21 de febrero de 2017: “Las víctimas ya no deberían ser llamadas víctimas”. Sitios como halle-leaks, copiaron la foto de Sanyal de Emma y escribieron debajo: "El bienhechor aconseja a las víctimas: la violación también puede ser una experiencia. ¡Diviértete!" O distorsiones similares de su declaración. El razonamiento fue que, dado que Sanyal proviene de un país donde la violación es legal (su padre viene de la India, donde la violación es de hecho punible), recomendaría que las mujeres alemanas se dejen violar por refugiados. El sitio web de derecha Philosophia Perennis terminó su artículo del 23 de febrero con “Bienvenidos a Refugiestán”, otros con la dirección de Sanyal o su número de teléfono o un enlace a Emma. La AfD Sajonia criticó a Sanyal con las mismas palabras que los alborotadores. El resultado de esto fue una tormenta mediática en la que Sanyal recibió cientos de correos electrónicos con amenazas de violación y muerte.
El lenguaje sugerido por Sanyal fue ampliamente discutido en los medios alemanes, a partir de artículos negativos como “La experiencia de la violación” de Ursula Scheer el 24 de febrero de 2017 en el Frankfurter Allgemeine Zeitung a artículos muy personales y positivos como "Violencia sin nombre" de Marion Detjen en Die Zeit del 27 de febrero de 2017. Sanyal ha sido ampliamente defendida por otros blogs feministas. Hannah C. escribió el 21. Febrero de 2017 en el Blog Equipo de Chicas: “Mithu M. Sanyal, científica cultural y autora, se atrevió a hacer algo y casi nadie se dio cuenta. Habló con personas a las que llaman víctimas y llevó su deseo de autodeterminación a la prensa y, por tanto, al discurso mismo”. Cientos de personas escribieron correos electrónicos de solidaridad a Sanyal y la defendieron en línea y fuera de línea. El 3 de marzo de 2017 en el programa Kultur heute de la televisión alemana, Sanyal confesó que “Además de la tormenta de odio, hubo también una de cariño”. En julio de 2019, el portal de investigación y verificación de hechos Correctiv publicó su análisis bajo el título No, Mithu Sanyal no advirtió a las víctimas que la violación “también se puede experimentar”.